# Anthessius graciliunguis
Anthessius graciliunguis is een eenoogkreeftjessoort uit de familie van de Anthessiidae. De wetenschappelijke naam van de soort is voor het eerst geldig gepubliceerd in 1984 door Do & Kajihara.